# Pedobear
Pedobear is de naam voor een populaire afbeelding die een pedofiele beer suggereert. De internetmeme werd bekend via het imageboard 4chan. De tekening spot met pedofielen. 

## Oorsprong

Introductie van Pedobear (Kumā in het Japans) op 2channel op 27 februari 2003

De afbeelding vindt zijn oorsprong op het internetforum/imageboard 4chan. De afbeelding werd geïntroduceerd als Kumā, een tussenwerpsel van het woord 熊 (Kuma), wat beer betekent in het Japans. Aanvankelijk had Kumā geen negatieve connotatie.
Alhoewel initieel weergegeven in één lijn:
くまくま━━━━━━ヽ（ ・(ｪ)・ ）ノ━━━━━━ !!!
werd door tal van bewerkingen uiteindelijk deze weergave als ASCII-art bereikt:
```
      ∩＿＿＿∩
     |ノ      ヽ
    /   ●    ● | クマ──！！
   |     (_●_) ミ
  彡､     |∪|  ､｀＼
/ ＿＿    ヽノ /´>   )
(＿＿＿）     /  (_／
  |        /
  |   ／＼  ＼
  | /     )   )
   ∪     （   ＼
           ＼＿)

```

## Angst
De schattige tekening wordt echter vaak voorwerp van morele paniek, omdat ze geïnterpreteerd wordt als een afbeelding om kinderen te lokken of als een herkenningsteken voor pedofielen.

## Pedobear in de media
Op 3 juli 2009 maakte de Canadees Michael R. Barrick een afbeelding waarbij Pedobear naast de mascottes van de Olympische en Paralympische Winterspelen 2010 staat. De afbeelding kwam op de voorpagina van de Poolse krant Gazeta Olsztyńska.
AYBABTU · Bed Intruder Song · Bert is Evil · Bielefeldcomplot · Dat Boi · facepalm · Gangnam Style · Grumpy Cat · Happy Merchant · Harlem Shake · Ice Bucket Challenge · intelligent falling · Invisible Pink Unicorn · lolcat · leisure diving · Loitumameisje · Numa Numa · Nyan Cat · Oof · Pedobear · Pepe the Frog · Planking · Rage Comics · rickroll · ROFLcopter · Serge de lama · Vliegend Spaghettimonster